# Зимова допомога
Зимова допомога (нім. Winterhilfswerk des Deutschen Volkes, WHV — зимова допомога німецькому народу) — щорічна кампанія в Третьому Рейху зі збору засобів на паливо для бідних. Також фонд засобів, зібраних для допомоги бідним та безробітним. Заснований  13 вересня 1933 року фонд ставив своєю метою зміцнення «народної спільноти» та зниження фінансового навантаження на державу. Пізніше Зимовій допомозі також доручалися пропагандистські завдання зі швидкої та наочної ліквідації наслідків військових руйнувань та боротьби з бідністю. Діяльність організації входила до компетенції Імперського міністерства народної просвіти та пропаганди, організаційно Зимова допомога входила до складу «Націонал-соціалістичної народної благодійності».

## Ідея та історія товариства
Концептуальні засади Зимової допомоги були позичені у франкістській Іспанії у якій кампанія зі збору коштів мала назву  Auxilio de Invierno.
Фінансування фонду здійснювалося на основі системи зборів, пожертв, лотерей, добровільної передачі фонду заробітної платні, а також виконання суспільно-корисних робіт. Збори на вулицях і по домівкам з продажем значків у зимові місяці (з 1933 по 1943 роки було випущено близько 8 тисяч різноманітних значків) усіляко підтримувались нацистською пропагандою та мали значний суспільний резонанс. Брати участь у зборі коштів для Зимової допомоги виголошувалось чимало знаменитих діячів мистецтва та політики. В зборі засобів активно залучалися молодіжні організації нацистської Німеччини - Гітлер'югенд  та Союз німецьких дівчат. Виробництво значків, організоване у Тюрингії і Габлонці, відігравало значну роль в економіці цих регіонів.
Окрім значків Зимова допомога також розповсюджувала пропагандистські буклети у формі книжок-малюток, які можна було повісити на різдвяну ялинку. Такі книжечки складалися з суцільних портретів фюрера – з усміхненими громадянами Рейху, в Рейхсканцелярії, з робітниками, з похилою селянкою та закінчувалися коротким зверненням Роберта Лея.
За перший зимовий сезон Зимова допомога зібрала відповідно до офіційних даних 358,1 млн рейхсмарок. Старт другому сезону Зимової допомоги дав 9 жовтня 1934 року Адольф Гітлер. Розмір зібраних коштів зростав у наступні роки, однак фінансова звітність Зимової допомоги громадськості не надавався.

## Цікаві факти
- Традиція щорічних новорічних симфонічних концертів у Відні бере початок від програми Зимової допомоги[1].